# Nécropole nationale du Carrefour Duchesne
La nécropole nationale du Carrefour Duchesne est un cimetière militaire français de la Première Guerre mondiale situé au pied de la tête des Faux, sur le territoire de la commune d'Orbey dans le Haut-Rhin. 

## Historique
La nécropole nationale d'Orbey qui porte le nom de carrefour du commandant Duschesne - le commandant Henri Duchesne fut tué le 2 décembre 1914

## Caractéristiques

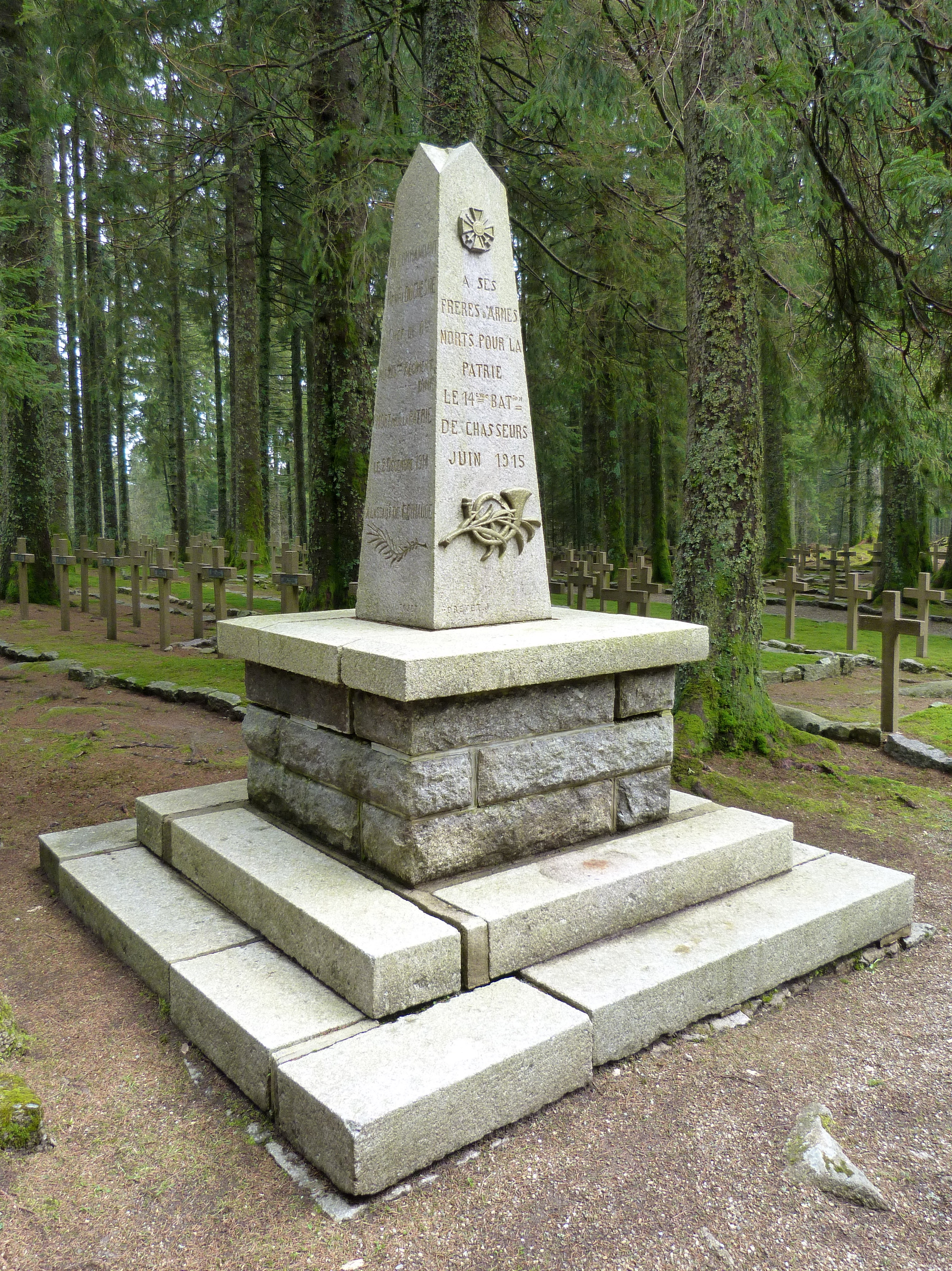
Monument dédié au commandant Duchesne et au 14e bataillon de chasseurs alpins.

Un monument dédié aux chasseurs du 14e bataillon de chasseurs alpins ainsi qu'au commandant Duchesne y a été érigé.
La nécropole abrite les dépouilles de 408 soldats français — dont 116 en ossuaire — morts lors des combats de la tête des Faux et du Linge.